# Ochrotrichia ecuatoriana
Ochrotrichia ecuatoriana är en nattsländeart som beskrevs av Bueno-soria och Santiago de Fragoso 1992. Ochrotrichia ecuatoriana ingår i släktet Ochrotrichia och familjen smånattsländor. Inga underarter finns listade i Catalogue of Life.